# أسعد حردان
أسعد حردان، عضو في البرلمان اللبناني، من مواليد العام 1951، متزوج من مارلين خنيصر ولهما خمسة أبناء.

## في السياسة
انتمى إلى الحزب القومي السوري الاجتماعي عام 1968 وشغل منصب الرئيس لسنوات طويلة.

## في الوزارة
- عين وزيرا للمرة الأولى في حكومة الرئيس عمر كرامي في العام 1990 ميلادي
- عيّن وزير دولة في حكومة الرئيس رشيد الصلح في 1992 ميلادي.
- عيّن وزيرا للعمل في حكومة الرئيس رفيق الحريري الثانية والتي شكلها في العام 1995 ميلادي.
- عيّن وزيرا للعمل في حكومة الرئيس رفيق الحريري الثالثة التي تألفت في العام 1996 ميلادي.
- عيّن وزيرا للعمل في حكومة الرئيس رفيق الحريري في العام 2003 ميلادي.

## في النيابة
- انتخب نائبا عن محافظة الجنوب، قضاء مرجعيون ـ قضاء حاصبيا، وذلك في العام 1992 ميلادي.
- أعيد انتخابه نائبا عن (قضاء مرجعيون ـ حاصبيا) في الأعوام 1996، 2000، 2005 و2009 و2018 ميلادي.